# Prinsleden
Der Prinsleden (deutsch „Prinzenweg“) ist ein Sommer- und Winter-Wanderweg durch das norwegische und schwedische Fjäll (norw. Fjell). Er führt ca. 95 km von Katterat (Gemeinde Narvik in Norwegen) nach Nikkaluokta (Gemeinde Kiruna in Schweden). Zuerst beschrieben wurde der Weg im Frühjahr 2013 in der Zeitschrift „turist“ der Svenska Turistföreningen (STF).

## Verlauf und Strecke
Der Weg verläuft auf rund 95 km zwischen der Eisenbahnstation und Siedlung Katterat und Nikkaluokta entlang anderer, markierter Wanderwege. Im Winter ist die Strecke jedoch nicht markiert (Stand Frühjahr 2013).
Der Verlauf im Einzelnen:
- Katterat Stasjon (Eisenbahnstation)
- Hunddalshytta (Hütte) ← 12 km
- Čunojávrihytta (Hütte) ← 17 km
- Riksrösen Nr. 263 (Grenzübertritt)
- Unna Allakas (Hütte) ← 6 km
- Alesjaure (Hütte am Nordkalottleden und Kungsleden) ← 14 km
- Vistasstugan (Hütte) ← 18 km
- Tarfalastugan (Hütte) ← 23 km
- Kebnekaise (Fjällstation) ← 8 km
- Nikkaluokta (Samensiedlung) ← 16 km

## An- und Abreise
Der Startpunkt Katterat Stasjon liegt an der Trasse der Erzbahn und ist sowohl von Kiruna als auch Narvik per Bahn erreichbar, eine Straßenanbindung existiert allerdings nicht.
Von Nikkaluokta besteht eine direkte Busverbindung nach Kiruna.

## Besonderheiten
Im Winter muss vom Sommerweg an diversen Stellen abgewichen werden und vor allem im Bereich des Kebnekaise-Massivs sind außerdem größere Steigungen zu überwinden.
Daher sind speziell im Winter entsprechende Erfahrung und Ausrüstung erforderlich.